# Liste der Nummer-eins-Hits in Tschechien (2016)
Dies ist eine Liste der Nummer-eins-Hits in Tschechien im Jahr 2016. Sie basiert auf den Auswertungen der IFPI ČR, der nationalen Vertretung der tschechischen Musikindustrie. Grundlage sind die Albums Top 100 (Verkaufscharts) für Alben. Für Singles werden zwei Charts erstellt; die Radio Top 100 Oficiální, welche auf Airplay, sowie die Singles Digital Top 100, welche auf Downloadverkäufen basieren.

## Singles
| ← 2015 ← | Liste der Nummer-eins-Hits in Tschechien (Radio Top 100) | Liste der Nummer-eins-Hits in Tschechien (Radio Top 100) | Liste der Nummer-eins-Hits in Tschechien (Radio Top 100) | 2017 →                    |
| \| Zeitraum \| Wo. ges. \| Interpret \| Titel Autor(en) \| Zusätzliche Informationen \| \| (Zeitraum, Wochen auf Platz eins, Interpret, Titel, Autor[en], zusätzliche Informationen) \| \| \| \| \| \| ----------------------------------------------------------------------------------------- \| -------- \| ---------------------------- \| -------------------------------------------------------------------------------------------------------------------------------------------------------------- \| ------------------------- \| \| 49. Woche 2015 – 6. Woche 2016 11 Wochen \| 11 \| Adele \| Hello Greg Kurstin, Adele Adkins \| – \| \| 7. Woche 1 Woche \| 1 \| Elle King \| Ex’s & Oh’s Dave Bassett, Elle King \| – \| \| 8.–9. Woche 2 Wochen \| 2 \| Verona \| Endless Day \| – \| \| 10.–12. Woche 3 Wochen \| 3 \| Justin Bieber \| Love Yourself Benjamin Levin, Justin Bieber, Ed Sheeran \| – \| \| 13.–15. Woche 3 Wochen \| 3 \| Matt Simons \| Catch & Release Matt Simons, Erik Mattiasson \| – \| \| 16.–21. Woche 6 Wochen \| 6 \| Alan Walker \| Faded Anders Froen, Gunnar Greve Pettersen, Alan Walker, Jesper Borgen \| – \| \| 22.–24. Woche 3 Wochen (insgesamt 4) \| 4 \| Sia feat. Sean Paul \| Cheap Thrills Sia Furler, Greg Kurstin, Sean Paul Henriques \| – \| \| 25.–28. Woche 4 Wochen \| 4 \| Mike Posner \| I Took a Pill in Ibiza Mike Posner, Martin Terefe \| – \| \| 29. Woche 1 Woche (insgesamt 4) \| 4 \| Sia feat. Sean Paul \| Cheap Thrills Sia Furler, Greg Kurstin, Sean Paul Henriques \| – \| \| 30. Woche 1 Woche \| 1 \| Justin Timberlake \| Can’t Stop the Feeling! Max Martin, Karl Johan Schuster, Justin Timberlake \| – \| \| 31.–33. Woche 3 Wochen (insgesamt 5) \| 5 \| Chinaski \| Slovenský klín \| – \| \| 34. Woche 1 Woche \| 1 \| Enrique Iglesias feat. Wisin \| Duele el corazón Enrique Iglesias, Francisco Saldana, Hasibur Rahman, Juan Luis Moreira, Patrick A. Ingunza, Servando Moriche Primera Mussett, Silverlo Lozada \| – \| \| 35.–36. Woche 2 Wochen \| 2 \| Jennifer Lopez \| Ain’t Your Mama Meghan Trainor, Theron Thomas, Jacob Kasher Hindlin, Gamal Lewis, Henry Walter, Lukasz Gottwald \| – \| \| 37.–38. Woche 2 Wochen (insgesamt 5) \| 5 \| Chinaski \| Slovenský klín \| – \| \| 39.–41. Woche 3 Wochen \| 3 \| Lenny \| Hell.o \| – \| \| 42.–43. Woche 2 Wochen \| 2 \| Alle Farben feat. Younotus \| Please Tell Rosie Frans Zimmer, Grayson Finley, Robin Tadic \| – \| \| 44. Woche 1 Woche \| 1 \| Álvaro Soler \| Sofia Simon Triebel, Ali Zuckowski, Nadir Khayat, Jakke Erikson, Álvaro Tauchert Soler \| – \| \| 45. Woche 1 Woche \| 1 \| Alan Walker \| Sing Me to Sleep Tommy La Verdi, Anders Froen, Alan Walker, Jesper Borgen, Gunnar Greve, Iselin Solheim, Magnus Bertelsen \| – \| \| 46.–48. Woche 3 Wochen \| 3 \| Twenty One Pilots \| Heathens Tyler Joseph \| – \| \| 49. Woche 1 Woche \| 1 \| Xindl X \| Popelka \| – \| \| 50. Woche 2016 – 2. Woche 2017 5 Wochen (insgesamt 7) \| 7 \| LP \| Lost on You Michael Francis Gonzalez, Nathaniel J. Campany, Laura Pergolizzi \| – \| |                                                          |                                                          | |                           |
| ← 2015 |                                                          |                                                          | | → 2017 →                  |
| Zeitraum | Wo. ges.                                                 | Interpret                                                | Titel Autor(en) | Zusätzliche Informationen |
| (Zeitraum, Wochen auf Platz eins, Interpret, Titel, Autor[en], zusätzliche Informationen) |                                                          |                                                          | |                           |
| 49. Woche 2015 – 6. Woche 2016 11 Wochen | 11                                                       | Adele                                                    | Hello Greg Kurstin, Adele Adkins | –                         |
| 7. Woche 1 Woche | 1                                                        | Elle King                                                | Ex’s & Oh’s Dave Bassett, Elle King | –                         |
| 8.–9. Woche 2 Wochen | 2                                                        | Verona                                                   | Endless Day | –                         |
| 10.–12. Woche 3 Wochen | 3                                                        | Justin Bieber                                            | Love Yourself Benjamin Levin, Justin Bieber, Ed Sheeran | –                         |
| 13.–15. Woche 3 Wochen | 3                                                        | Matt Simons                                              | Catch & Release Matt Simons, Erik Mattiasson | –                         |
| 16.–21. Woche 6 Wochen | 6                                                        | Alan Walker                                              | Faded Anders Froen, Gunnar Greve Pettersen, Alan Walker, Jesper Borgen                                                                                         | –                         |
| 22.–24. Woche 3 Wochen (insgesamt 4) | 4                                                        | Sia feat. Sean Paul                                      | Cheap Thrills Sia Furler, Greg Kurstin, Sean Paul Henriques | –                         |
| 25.–28. Woche 4 Wochen | 4                                                        | Mike Posner                                              | I Took a Pill in Ibiza Mike Posner, Martin Terefe | –                         |
| 29. Woche 1 Woche (insgesamt 4) | 4                                                        | Sia feat. Sean Paul                                      | Cheap Thrills Sia Furler, Greg Kurstin, Sean Paul Henriques | –                         |
| 30. Woche 1 Woche | 1                                                        | Justin Timberlake                                        | Can’t Stop the Feeling! Max Martin, Karl Johan Schuster, Justin Timberlake                                                                                     | –                         |
| 31.–33. Woche 3 Wochen (insgesamt 5) | 5                                                        | Chinaski                                                 | Slovenský klín | –                         |
| 34. Woche 1 Woche | 1                                                        | Enrique Iglesias feat. Wisin                             | Duele el corazón Enrique Iglesias, Francisco Saldana, Hasibur Rahman, Juan Luis Moreira, Patrick A. Ingunza, Servando Moriche Primera Mussett, Silverlo Lozada | –                         |
| 35.–36. Woche 2 Wochen | 2                                                        | Jennifer Lopez                                           | Ain’t Your Mama Meghan Trainor, Theron Thomas, Jacob Kasher Hindlin, Gamal Lewis, Henry Walter, Lukasz Gottwald                                                | –                         |
| 37.–38. Woche 2 Wochen (insgesamt 5) | 5                                                        | Chinaski                                                 | Slovenský klín | –                         |
| 39.–41. Woche 3 Wochen | 3                                                        | Lenny                                                    | Hell.o | –                         |
| 42.–43. Woche 2 Wochen | 2                                                        | Alle Farben feat. Younotus                               | Please Tell Rosie Frans Zimmer, Grayson Finley, Robin Tadic | –                         |
| 44. Woche 1 Woche | 1                                                        | Álvaro Soler                                             | Sofia Simon Triebel, Ali Zuckowski, Nadir Khayat, Jakke Erikson, Álvaro Tauchert Soler                                                                         | –                         |
| 45. Woche 1 Woche | 1                                                        | Alan Walker                                              | Sing Me to Sleep Tommy La Verdi, Anders Froen, Alan Walker, Jesper Borgen, Gunnar Greve, Iselin Solheim, Magnus Bertelsen                                      | –                         |
| 46.–48. Woche 3 Wochen | 3                                                        | Twenty One Pilots                                        | Heathens Tyler Joseph | –                         |
| 49. Woche 1 Woche | 1                                                        | Xindl X                                                  | Popelka | –                         |
| 50. Woche 2016 – 2. Woche 2017 5 Wochen (insgesamt 7) | 7                                                        | LP                                                       | Lost on You Michael Francis Gonzalez, Nathaniel J. Campany, Laura Pergolizzi                                                                                   | –                         |

| ← 2015 ← | Liste der Nummer-eins-Hits in Tschechien (Singles Digital 100) | Liste der Nummer-eins-Hits in Tschechien (Singles Digital 100) | Liste der Nummer-eins-Hits in Tschechien (Singles Digital 100) | 2017 →                    |
| \| Zeitraum \| Wo. ges. \| Interpret \| Titel Autor(en) \| Zusätzliche Informationen \| \| (Zeitraum, Wochen auf Platz eins, Interpret, Titel, Autor[en], zusätzliche Informationen) \| \| \| \| \| \| ----------------------------------------------------------------------------------------- \| -------- \| ------------------------------------ \| ----------------------------------------------------------------------------------------------------------------------------------------------------------------------------------------- \| ------------------------- \| \| 1. Woche 1 Woche \| 1 \| Justin Bieber \| Love Yourself Benjamin Levin, Justin Bieber, Ed Sheeran \| – \| \| 2. Woche 1 Woche (insgesamt 4) \| 4 \| Adele \| Hello Greg Kurstin, Adele Adkins \| – \| \| 3. Woche 1 Woche (insgesamt 4) \| 4 \| Robin Schulz feat. Francesco Yates \| Sugar Ronald Ray Bryant, Nathan Perez, Francisco J. Bautista jr.; zusätzlicher Text: Francesco David Yates, Robin Schulz \| – \| \| 4. Woche 1 Woche (insgesamt 4) \| 4 \| Adele \| Hello Greg Kurstin, Adele Adkins \| – \| \| 5. Woche 1 Woche (insgesamt 9) \| 9 \| Justin Bieber \| Sorry Justin Bieber, Sonny Moore, Justin Tranter, Julia Michaels, Michael Tucker \| – \| \| 6. Woche 1 Woche \| 1 \| Carrie Kirsten \| Irreplaceable \| – \| \| 7.–9. Woche 3 Wochen \| 3 \| Twenty One Pilots \| Stressed Out Tyler Joseph \| – \| \| 10.–15. Woche 6 Wochen \| 6 \| Lukas Graham \| 7 Years Lukas Forchhammer, Morten Ristorp, Stefan Forrest, Morten Pilegaard \| – \| \| 16.–17. Woche 2 Wochen \| 2 \| Alan Walker \| Faded Anders Froen, Gunnar Greve Pettersen, Alan Walker, Jesper Borgen \| – \| \| 18.–19. Woche 2 Wochen \| 2 \| Sia feat. Sean Paul \| Cheap Thrills Sia Furler, Greg Kurstin, Sean Paul Henriques \| – \| \| 20.–30. Woche 11 Wochen \| 11 \| Justin Timberlake \| Can’t Stop the Feeling! Max Martin, Karl Johan Schuster, Justin Timberlake \| – \| \| 31. Woche 1 Woche \| 1 \| Major Lazer feat. Justin Bieber & Mø \| Cold Water Ed Sheeran, Benjamin Levin, Karen Marie Ørsted, Thomas Pentz, Justin Bieber, Jamie Scott, Philip Meckseper, Henry Allen \| – \| \| 32.–38. Woche 7 Wochen \| 7 \| Twenty One Pilots \| Heathens Tyler Joseph \| – \| \| 39.–45. Woche 7 Wochen \| 7 \| The Chainsmokers feat. Halsey \| Closer Andrew Taggart, Alex Pall, Shaun Frank, Frederic Kennett, Ashley Frangipane \| – \| \| 46. Woche 1 Woche \| 1 \| DJ Snake feat. Justin Bieber \| Let Me Love You Louis Bell, Justin Bieber, Lumidee Cedeño, William Grigahcine, Stany Kibulu, Brian Lee, Steven Marsden, Teddy Mendez, Edwin Perez, Austin Roser, Ali Tamposi, Andrew Watt \| – \| \| 47.–50. Woche 4 Wochen \| 4 \| The Weeknd feat. Daft Punk \| Starboy Abel Tesfaye, Guy-Manuel de Homem-Christo, Thomas Bangalter, Martin McKinney, Henry Walter \| – \| \| 51.–52. Woche 2 Wochen (insgesamt 17) \| 17 \| Mariah Carey \| All I Want for Christmas Is You Walter N. Afanasieff, Mariah Carey \| – \| |                                                                |                                                                | |                           |
| ← 2015 |                                                                |                                                                | | → 2017 →                  |
| Zeitraum | Wo. ges.                                                       | Interpret                                                      | Titel Autor(en) | Zusätzliche Informationen |
| (Zeitraum, Wochen auf Platz eins, Interpret, Titel, Autor[en], zusätzliche Informationen) |                                                                |                                                                | |                           |
| 1. Woche 1 Woche | 1                                                              | Justin Bieber                                                  | Love Yourself Benjamin Levin, Justin Bieber, Ed Sheeran | –                         |
| 2. Woche 1 Woche (insgesamt 4) | 4                                                              | Adele                                                          | Hello Greg Kurstin, Adele Adkins | –                         |
| 3. Woche 1 Woche (insgesamt 4) | 4                                                              | Robin Schulz feat. Francesco Yates                             | Sugar Ronald Ray Bryant, Nathan Perez, Francisco J. Bautista jr.; zusätzlicher Text: Francesco David Yates, Robin Schulz                                                                  | –                         |
| 4. Woche 1 Woche (insgesamt 4) | 4                                                              | Adele                                                          | Hello Greg Kurstin, Adele Adkins | –                         |
| 5. Woche 1 Woche (insgesamt 9) | 9                                                              | Justin Bieber                                                  | Sorry Justin Bieber, Sonny Moore, Justin Tranter, Julia Michaels, Michael Tucker | –                         |
| 6. Woche 1 Woche | 1                                                              | Carrie Kirsten                                                 | Irreplaceable | –                         |
| 7.–9. Woche 3 Wochen | 3                                                              | Twenty One Pilots                                              | Stressed Out Tyler Joseph | –                         |
| 10.–15. Woche 6 Wochen | 6                                                              | Lukas Graham                                                   | 7 Years Lukas Forchhammer, Morten Ristorp, Stefan Forrest, Morten Pilegaard | –                         |
| 16.–17. Woche 2 Wochen | 2                                                              | Alan Walker                                                    | Faded Anders Froen, Gunnar Greve Pettersen, Alan Walker, Jesper Borgen | –                         |
| 18.–19. Woche 2 Wochen | 2                                                              | Sia feat. Sean Paul                                            | Cheap Thrills Sia Furler, Greg Kurstin, Sean Paul Henriques | –                         |
| 20.–30. Woche 11 Wochen | 11                                                             | Justin Timberlake                                              | Can’t Stop the Feeling! Max Martin, Karl Johan Schuster, Justin Timberlake | –                         |
| 31. Woche 1 Woche | 1                                                              | Major Lazer feat. Justin Bieber & Mø                           | Cold Water Ed Sheeran, Benjamin Levin, Karen Marie Ørsted, Thomas Pentz, Justin Bieber, Jamie Scott, Philip Meckseper, Henry Allen                                                        | –                         |
| 32.–38. Woche 7 Wochen | 7                                                              | Twenty One Pilots                                              | Heathens Tyler Joseph | –                         |
| 39.–45. Woche 7 Wochen | 7                                                              | The Chainsmokers feat. Halsey                                  | Closer Andrew Taggart, Alex Pall, Shaun Frank, Frederic Kennett, Ashley Frangipane | –                         |
| 46. Woche 1 Woche | 1                                                              | DJ Snake feat. Justin Bieber                                   | Let Me Love You Louis Bell, Justin Bieber, Lumidee Cedeño, William Grigahcine, Stany Kibulu, Brian Lee, Steven Marsden, Teddy Mendez, Edwin Perez, Austin Roser, Ali Tamposi, Andrew Watt | –                         |
| 47.–50. Woche 4 Wochen | 4                                                              | The Weeknd feat. Daft Punk                                     | Starboy Abel Tesfaye, Guy-Manuel de Homem-Christo, Thomas Bangalter, Martin McKinney, Henry Walter                                                                                        | –                         |
| 51.–52. Woche 2 Wochen (insgesamt 17) | 17                                                             | Mariah Carey                                                   | All I Want for Christmas Is You Walter N. Afanasieff, Mariah Carey | –                         |

## Alben
| ← 2015 ← | Liste der Nummer-eins-Hits in Tschechien | Liste der Nummer-eins-Hits in Tschechien | Liste der Nummer-eins-Hits in Tschechien | 2017 → |
| \| Zeitraum \| Wo. ges. \| Interpret \| Titel \| Zusätzliche Informationen \| \| (Zeitraum, Wochen auf Platz eins, Interpret, Titel, zusätzliche Informationen) \| \| \| \| \| \| ------------------------------------------------------------------------------ \| -------- \| --------------------- \| ------------------------------ \| -------------------------------------------------------------------------------------------------------------------------------------------------------------------------------------------------- \| \| 48. Woche 2015 – 1. Woche 2016 7 Wochen \| 7 \| Adele \| 25 \| – \| \| 2.–6. Woche 5 Wochen \| 5 \| David Bowie \| Blackstar \| – \| \| 7. Woche 1 Woche \| 1 \| Různí \| Beatline 1967-1969 \| – \| \| 8. Woche 1 Woche \| 1 \| Dream Theater \| The Astonishing \| – \| \| 9. Woche 1 Woche \| 1 \| Marpo \| Lone Survivor \| – \| \| 10.–12. Woche 3 Wochen \| 3 \| Jiří Schelinger \| Hrrr na ně … / … nám se líbí … \| – \| \| 13. Woche 1 Woche \| 1 \| Laura a její tygři \| Žár trvá / Továrna na sny \| – \| \| 14.–16. Woche 3 Wochen \| 3 \| Lucie Bílá \| Hana \| – \| \| 17.–18. Woche 2 Wochen (insgesamt 17) \| 17 \| Kryštof \| Srdcebeat \| – \| \| 19. Woche 1 Woche \| 1 \| Beyoncé \| Lemonade \| – \| \| 20. Woche 1 Woche \| 1 \| Kygo \| Cloud Nine \| – \| \| 21. Woche 1 Woche \| 1 \| Eric Clapton \| I Still Do \| – \| \| 22. Woche 1 Woche \| 1 \| Team \| Gold \| – \| \| 23. Woche 1 Woche \| 1 \| Roxette \| Good Karma \| – \| \| 24. Woche 1 Woche \| 1 \| Paul McCartney \| Pure McCartney \| – \| \| 25.–26. Woche 2 Wochen (insgesamt 3) \| 3 \| Red Hot Chili Peppers \| The Getaway \| – \| \| 27. Woche 1 Woche \| 1 \| Blink-182 \| California \| – \| \| 28. Woche 1 Woche (insgesamt 3) \| 3 \| Red Hot Chili Peppers \| The Getaway \| – \| \| 29.–33. Woche 5 Wochen \| 5 \| Prago Union \| Smrt žije \| – \| \| 34. Woche 1 Woche \| 1 \| Sabaton \| The Last Stand \| – \| \| 35. Woche 1 Woche \| 1 \| Britney Spears \| Glory \| – \| \| 36. Woche 1 Woche \| 1 \| Hana Zagorová \| O Lásce \| – \| \| 37.–38. Woche 2 Wochen \| 2 \| Lenny \| Hearts \| Die Tochter der Musikerin Lenka Filipová kam gleich mit ihrem Debütalbum auf Platz 1. \| \| 39.–40. Woche 2 Wochen (insgesamt 5) \| 5 \| Karel Gott \| 40 slavíků \| Der Albumtitel „40 Nachtigalle“ verweist auf die „Tschechische Nachtigall“, einen tschechischen und vormals tschechoslowakischen Musikpreis, den Karel Gott seit 1963 bereits 40 Mal gewonnen hat. \| \| 41. Woche 1 Woche \| 1 \| Priessnitz \| Beztíže \| – \| \| 42.–43. Woche 2 Wochen (insgesamt 5) \| 5 \| Karel Gott \| 40 slavíků \| – \| \| 44. Woche 1 Woche (insgesamt 6) \| 6 \| Leonard Cohen \| You Want It Darker \| – \| \| 45. Woche 1 Woche (insgesamt 5) \| 5 \| Karel Gott \| 40 slavíků \| – \| \| 46. Woche 1 Woche (insgesamt 6) \| 6 \| Leonard Cohen \| You Want It Darker \| – \| \| 47. Woche 1 Woche \| 1 \| Metallica \| Hardwired…to Self-Destruct \| – \| \| 48. Woche 1 Woche (insgesamt 6) \| 6 \| Leonard Cohen \| You Want It Darker \| – \| \| 49. Woche 1 Woche \| 1 \| The Rolling Stones \| Blue & Lonesome \| – \| \| 50.–52. Woche 3 Wochen (insgesamt 6) \| 6 \| Leonard Cohen \| You Want It Darker \| – \| |                                          |                                          |                                          | |
| ← 2015 |                                          |                                          |                                          | → 2017 → |
| Zeitraum | Wo. ges.                                 | Interpret                                | Titel                                    | Zusätzliche Informationen |
| (Zeitraum, Wochen auf Platz eins, Interpret, Titel, zusätzliche Informationen) |                                          |                                          |                                          | |
| 48. Woche 2015 – 1. Woche 2016 7 Wochen | 7                                        | Adele                                    | 25                                       | – |
| 2.–6. Woche 5 Wochen | 5                                        | David Bowie                              | Blackstar                                | – |
| 7. Woche 1 Woche | 1                                        | Různí                                    | Beatline 1967-1969                       | – |
| 8. Woche 1 Woche | 1                                        | Dream Theater                            | The Astonishing                          | – |
| 9. Woche 1 Woche | 1                                        | Marpo                                    | Lone Survivor                            | – |
| 10.–12. Woche 3 Wochen | 3                                        | Jiří Schelinger                          | Hrrr na ně … / … nám se líbí …           | – |
| 13. Woche 1 Woche | 1                                        | Laura a její tygři                       | Žár trvá / Továrna na sny                | – |
| 14.–16. Woche 3 Wochen | 3                                        | Lucie Bílá                               | Hana                                     | – |
| 17.–18. Woche 2 Wochen (insgesamt 17) | 17                                       | Kryštof                                  | Srdcebeat                                | – |
| 19. Woche 1 Woche | 1                                        | Beyoncé                                  | Lemonade                                 | – |
| 20. Woche 1 Woche | 1                                        | Kygo                                     | Cloud Nine                               | – |
| 21. Woche 1 Woche | 1                                        | Eric Clapton                             | I Still Do                               | – |
| 22. Woche 1 Woche | 1                                        | Team                                     | Gold                                     | – |
| 23. Woche 1 Woche | 1                                        | Roxette                                  | Good Karma                               | – |
| 24. Woche 1 Woche | 1                                        | Paul McCartney                           | Pure McCartney                           | – |
| 25.–26. Woche 2 Wochen (insgesamt 3) | 3                                        | Red Hot Chili Peppers                    | The Getaway                              | – |
| 27. Woche 1 Woche | 1                                        | Blink-182                                | California                               | – |
| 28. Woche 1 Woche (insgesamt 3) | 3                                        | Red Hot Chili Peppers                    | The Getaway                              | – |
| 29.–33. Woche 5 Wochen | 5                                        | Prago Union                              | Smrt žije                                | – |
| 34. Woche 1 Woche | 1                                        | Sabaton                                  | The Last Stand                           | – |
| 35. Woche 1 Woche | 1                                        | Britney Spears                           | Glory                                    | – |
| 36. Woche 1 Woche | 1                                        | Hana Zagorová                            | O Lásce                                  | – |
| 37.–38. Woche 2 Wochen | 2                                        | Lenny                                    | Hearts                                   | Die Tochter der Musikerin Lenka Filipová kam gleich mit ihrem Debütalbum auf Platz 1. |
| 39.–40. Woche 2 Wochen (insgesamt 5) | 5                                        | Karel Gott                               | 40 slavíků                               | Der Albumtitel „40 Nachtigalle“ verweist auf die „Tschechische Nachtigall“, einen tschechischen und vormals tschechoslowakischen Musikpreis, den Karel Gott seit 1963 bereits 40 Mal gewonnen hat. |
| 41. Woche 1 Woche | 1                                        | Priessnitz                               | Beztíže                                  | – |
| 42.–43. Woche 2 Wochen (insgesamt 5) | 5                                        | Karel Gott                               | 40 slavíků                               | – |
| 44. Woche 1 Woche (insgesamt 6) | 6                                        | Leonard Cohen                            | You Want It Darker                       | – |
| 45. Woche 1 Woche (insgesamt 5) | 5                                        | Karel Gott                               | 40 slavíků                               | – |
| 46. Woche 1 Woche (insgesamt 6) | 6                                        | Leonard Cohen                            | You Want It Darker                       | – |
| 47. Woche 1 Woche | 1                                        | Metallica                                | Hardwired…to Self-Destruct               | – |
| 48. Woche 1 Woche (insgesamt 6) | 6                                        | Leonard Cohen                            | You Want It Darker                       | – |
| 49. Woche 1 Woche | 1                                        | The Rolling Stones                       | Blue & Lonesome                          | – |
| 50.–52. Woche 3 Wochen (insgesamt 6) | 6                                        | Leonard Cohen                            | You Want It Darker                       | – |